# Kingsoft
Kingsoft (tiếng Trung: 金山软件; Hán-Việt: Kim Sơn Nhuyễn kiện; bính âm: Jīnshān Ruǎnjiàn) là một công ty phần mềm Trung Quốc có các trung tâm nghiên cứu và phát triển sản phẩm ở Bắc Kinh, Thành Đô, Đại Liên, và Châu Hải. Công ty có lịch sử tập trung vào việc phát triển Internet và các ứng dụng cho Microsoft Windows. Họ cũng tạo ra một chi nhánh phát triển các ứng dụng mobile internet độc lập có tên Cheetah Mobile, đã làm việc trên các sản phẩm phần mềm bảo mật, gần đây nhất là chuyển hướng tới các ứng dụng dựa trên internet, chẳng hạn như Kingsoft Kuaipan (một ứng dụng lưu trữ đám mây miễn phí chạy trên nhiều nền tảng).

## Lịch sử
Kingsoft được thành lập năm 1988 bởi JinShan, một công ty có trụ sở ở Hong Kong. Jinshan là một nhà sản xuất máy tính cá nhân của IBM và được thành lập vào năm 1973. Trong cuối thập niên 1980 và đầu 1990, Kingsoft đã nghiên cứu và phát triển trình soạn thảo văn bản và các ứng dụng văn phòng khác, chẳng hạn như sản phẩm chủ lực của họ, Word Processing System 1.0, ra mắt năm 1989. Ngay nay phiên bản mới nhất của nó có tên là WPS Office 2016 là một bộ ứng dụng văn phòng bao gồm WPS Writer, WPS Presentation và WPS Spreadsheets. Kingsoft đã thiết lập mối quan hệ hợp tác với Dell, Intel và IBM.

## Dòng thời gian
- 1988: Cầu Bách Quân (求伯君)[3] gia nhập JinShan, tham gia phát triển WPS (Word Processing System) và thành lập chi nhánh của Jinshan ở Thâm Quyến. Đó là khi Jinshan bắt đầu tham gia vào lĩnh vực phát triển phần mềm.
- 1989: JinShan phát hành WPS 1.0 và PUC (JianShan I Chinese character card). JinShan I Chinese character card giữ độc quyền thị trường in ấn ở Trung Quốc.
- 1993: Cầu Bách Quân thành lập Kingsoft tại Châu Hải cùng với hỗ trợ tài chính cá nhân. của Zhang XuanLong.
- 1994: Chi nhánh Kingsoft Bắc Kinh được thành lập.
- 1996: SEASUN Studio được thành lập và phát hành game thương mại đầu tiên ở Trung Quốc, ZhongGuanCun Revelations.
- 1997: RPG Jian Xia Qing Yuanđã được phát hành và trở thành game RPG đầu tiên tại Trung Quốc đại lục. PowerWord đã được phát hành. WPS 97,chạy trên Windows 95, được phát hành.[4]
- 1998: Lenovo đã trở thành một cổ đông của Kingsoft. Kingsoft được tái cơ cấu.
- 2000: Kingsoft đầu tư và xây dựng Amazon.com China [cần dẫn nguồn]. Kingsoft phát hành Kingsoft Antivirus.
- 2003: Beijing Kingsoft Entertainment Company được thành lập
- 2007: Kingsoft niêm yết trên Sàn chứng khoán Hồng Kông
- 2008: WPS 2009, Kingsoft Antivirus 2009, và PowerWord 2009 được phát hành.
- 2009: Beijing Kingsoft Security Company được thành lập.
- 2010: Kingsoft Antivirus được phát hành miễn phí
- 2011: Người sáng lập Cầu Bách Quân công bố kế hoạch nghỉ hưu của mình. Đề nghị đưa Lôi Quân làm CEO đã được sự chấp thuận của Hội đồng quản trị.
- 2011: Tencent mua lại 15.68% cổ phần của Kingsoft với giá trị từ 892 triệu HKD. Trương Hồng Giang trở thành CEO của Kingsoft.
- 2014: Thành lập Cheetah Mobile và chuẩn bị kế hoạch IPO tạo Mỹ.[5]
- 2014: (Tháng 10) Kingsoft và Cheetah Mobile thông báo rằng họ đã ký một thỏa thuận khung hoạt động chung. Theo thỏa thuận này Kingsoft sẽ cung cấp nội dung trò chơi và thông tin cập nhật liên quan và Cheetah Mobile sẽ chịu trách nhiệm cho các hoạt động, xúc tiến và phân phối những trò chơi.[6]
- 2015: công ty công bố hợp tác với Dropbox, một công ty cung cấp dịch vụ lưu trữ đám mây và chia sẻ file có trụ sở ở San Francisco.[7]

## Sản phẩm
- WPS Office (từng được gọi là Kingsoft Office) một bộ ứng dụng văn phòng cho máy tính bao gồm trình xử lý văn bản, Trình xử lý bảng tính và ứng dụng trình chiếu. Phiên bản mới nhất là WPS Office 2016.
- WPS Office for Android (miễn phí) cho phép người dùng xem,chỉnh sửa và lưu các tài liệu trên thiết bị Android. Nó cũng cho phép truy cập vào Google Drive, Dropbox, Box.net và các dịch vụ lưu trữ trực tuyến khác thông qua giao thức WebDAV.[8]
- Kingsoft Internet Security 9 Plus là một phần mềm diệt virus và an ninh thiết kế cho người dùng Internet. Nó có tác dụng diệt virus, malware, Quét lỗ hổng và tường lửa cá nhân.nó có thể tìm và sữa các máy bị nhiễm các rootkit, spyware, trojan, virus và malware.
- Kingsoft PC Doctor là một phần mềm miễn phí cho hệ thống Windows tối ưu hóa phần mềm hệ thống trong đó cung cấp một trình dọn dẹp Windows Registry, gỡ bỏ phần mềm và tăng tốc hệ thống.
- LieBao Secure Trình duyệt web dựa trên Google Chrome kernel cho tốc độ truy cập nhanh và Internet Explorer kernel cho tương thích. LieBao anhằm mục đích cho phép người dùng duyệt các trang web an toàn hơn.[9]
- Kingsoft Power Word 2016 là một ứng dụng dịch hai chiều tiếng Trung và tiếng Anh. Phiên bản Kingsoft Power Word Android và iOS có tính năng cộng đồng đối với người dùng cuối cùng để luyện tập phát âm, cũng như cung cấp thông tin phản hồi cho người khác.
- Kingsoft KuaiPan là phần mềm lưu trữ đám mây chạy trên các nền tảng Windows, OS X, Android và iOS.